# 山盛酒造
山盛酒造（やまもりしゅぞう）は、愛知県名古屋市緑区にある日本酒醸造メーカー。

## 歴史
1887年（明治20年）、江戸時代に建てられた酒蔵を譲り受けて創業した。主力商品は清酒「鷹の夢」「奈留美」など。「鷹の夢」は蔵のある「大高」の地名が「大鷹」に由来すると伝えられることから命名された。
随時、蔵の見学などを行なっているほか（ただし事前に予約が必要）、音楽を聴きながら日本酒を楽しむ酒蔵ライブなど各種イベントを行なっており、毎年2月の最終日曜日には近傍にある神の井酒造とともに「蔵開き」と称する酒蔵開放を行なっている。
また、1996年（平成8年）以降、毎冬に仕込む日本酒に対して会員を募る「酒トラスト」を実施。2014年（平成26年）には同社のほか神の井酒造、東春酒造、金虎酒造の市内4つの酒造会社によって、日本酒で名古屋を盛り上げることを目的としたプロジェクト「ナゴヤクラウド」を結成している。